# Andrej II av Vladimir
Andrej II av Vladimir-Suzdal, död 1264, var en rysk furste och son till Jaroslav II av Vladimir-Suzdal.
Han var under en kort tid 1240 styresman i Novgorod, och deltog 1242 i Slaget på sjön Peipus med sin broder Alexander Nevskij. Andrej planerade att i samarbete med Daniel av Halitj resa sig mot de i Ryssland då härskande mongolstammarna. Hans planer förråddes av brodern Alexander Nevskij, och han måste fly från landet.